# 斯特林敦 (印地安納州布恩縣)
斯特林敦（英語：Stringtown）是位於美國印地安納州布恩縣的一個非建制地區。該地的面積和人口皆未知。

## 地理
斯特林敦的座標為40°04′54″N 86°28′36″W / 40.08167°N 86.47667°W，而該地的平均海拔高度為286米（即938英尺）。